# リック・リカート
リック・リカート（Rick Rickert、1983年2月11日 - ）は、アメリカ合衆国出身の元バスケットボール選手である。ポジションはセンター。身長211cm、体重107kg。

## 来歴
ビッグ・テン・カンファレンスのミネソタ大では2001-02シーズンに1試合平均15得点5リバウンドを記録して、Freshmen of the Yearを受賞。2年目の2002-03シーズン、16得点6リバウンドを記録してAll-Big Ten First Team等に選出された。
2003年のNBAドラフトにて全体55位でミネソタ・ティンバーウルブズに指名された後、2003-04シーズンはNBAに残れずアドリアティック・バスケットボール・アソシエーションのKrka Novo Mesto（スロベニア）に所属した。
翌2004-05シーズン以降はミネソタ・ティンバーウルブズ(NBA)、アシュビル・アルティチュード（D-League）、パナシナイコスBC（ギリシャ）、Lleida Bàsquet（スペイン・LEB）, フェイエットビル・ペイトリオッツ（D-League）、デトロイト・ピストンズ（NBA）, コロラド・フォーティナーズ(D-League)、ニュージーランド・ブレイカーズ（オーストラリアNBL）、EnBW Ludwigsburg（ドイツ・BBL）、Vaqueros de Bayamón（プエルトリコ・BSN）に所属した。
2011年オフに来日し、日本プロバスケットボールリーグ（bjリーグ）の京都ハンナリーズと契約。bjリーグ2011-12シーズンは50試合に出場、レギュラーシーズン1試合平均13.6得点、10.7リバウンド（リーグ5位）を記録。シーズン終了後に京都を退団した後、bjリーグ2012-13シーズン開幕後の10月29日、大阪エヴェッサにシーズン途中入団。47試合に出場し、12.7得点10.79リバウンド（リーグ8位）を記録した。シーズン終了をもって大阪を退団した後はウェリントン・セインツを経て、2013年9月にNBLの和歌山トライアンズと契約し、2013-14レギュラーシーズン全54試合に出場し、15.1得点、10.8リバウンド（いずれもリーグ8位）を記録し、ウェスタンカンファレンス1位に貢献。チームは最終的に準優勝した。2014年6月、千葉ジェッツに移籍。NBL終了となる2015-16シーズンまで所属した後、2016年5月、千葉を契約満了となり、その後新リーグBリーグの自由交渉選手リストへと公示された。2016年8月29日、Bリーグ2部のサイバーダイン茨城ロボッツへの入団が、同じ外国籍選手であるローガン・スタッツ、ジャーフロー・ラーカイと共に発表された。

## 主な成績
| シーズン         | チーム | GP | GS | MPG  | FG%  | 3P%  | FT%  | RPG  | APG | SPG | BPG | TO  | PPG  |
| ---------------- | ------ | -- | -- | ---- | ---- | ---- | ---- | ---- | --- | --- | --- | --- | ---- |
| bjリーグ 2011-12 | 京都   |    |    |      |      |      |      |      |     |     |     |     |      |
| bjリーグ 2012-13 | 大阪   | 47 |    | 30.4 | .482 | .500 | .673 | 10.8 | 2.3 | 0.6 | 0.6 | 2.0 | 12.7 |
| NBL 2013-14      | 和歌山 | 54 |    | 21.5 | .562 | .250 | .633 | 10.1 | 2.3 | 0.4 | 0.4 | 1.4 | 15.1 |
| NBL 2014-15      | 千葉   |    |    |      |      |      |      |      |     |     |     |     |      |
| NBL 2015-16      | 千葉   |    |    |      |      |      |      |      |     |     |     |     |      |
| B2リーグ 2016-17 | 茨城   |    |    |      |      |      |      |      |     |     |     |     |      |